# Provincia Kars
Provincia Kars este o provincie a Turciei cu o suprafață de 9.587 km², localizată în regiunea Anatolia de Est, aproape de granița cu Armenia.